# Semaine de Cowes

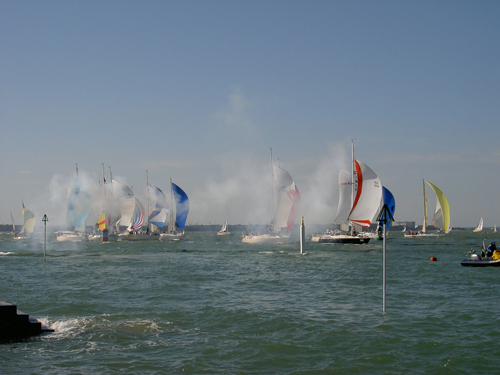
Une régate de la Semaine de Cowes en 2003.

La Semaine de Cowes est une compétition nautique annuelle réunissant jusqu’à 8 500 équipiers sur 1 000 bateaux pour 40 régates quotidiennes dans le Solent, entre l’île de Wight et l’Angleterre.
Elle a généralement lieu au début du mois d’août, du samedi suivant le dernier mardi du mois de juillet jusqu’au dimanche suivant. De nombreuses activités à terre complètent les régates et attirent environ 100 000 visiteurs. Aberdeen Asset Management est le sponsor officiel de la compétition jusqu’en 2013 au moins.

## Histoire
C’est le futur George IV, alors qu’il n’était que prince régent, qui fut à l’origine de l’événement. La première régate fut lancée le 10 août 1826 sous la bannière du Royal Yacht club, futur Royal Yacht Squadron, et dotée d’une coupe d’or d’une valeur de 100 livres. Une seconde régate eut lieu le lendemain, uniquement dotée d’un prix en numéraire, de 30 livres pour le vainqueur et 20 livres pour le second.
Jusqu’à la Première Guerre mondiale, les bateaux participants appartenaient à des amateurs fortunés qui payaient skipper et équipage. L’entre-deux-guerres vit la domination des monotypes de six à douze mètres. Après la Deuxième Guerre mondiale s’opéra un retour des grands bateaux océaniques, en particulier après la première Admiral's Cup en 1957. Parallèlement, la voile perdit son image de sport de riches et les voiliers amateurs de 30 à 40 pieds se démocratisèrent.